# Synagoge (Doboj)

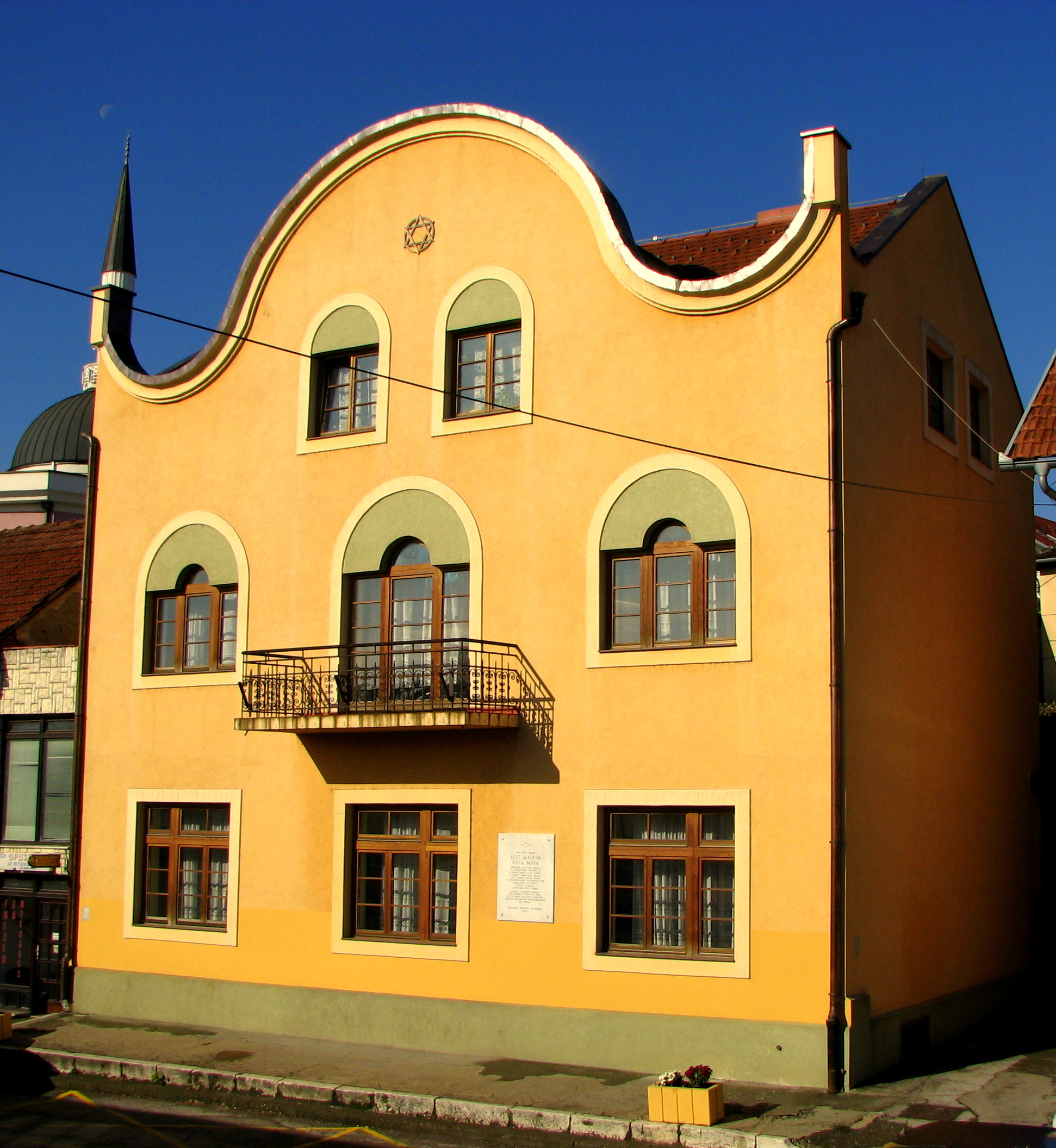
Synagoge in Doboj

Die Synagoge in Doboj, einer Stadt im Nordosten von Bosnien und Herzegowina, wurde im November 2003 eingeweiht. Die Synagoge befindet sich in einem 1922 errichteten Wohnhaus.
Die 1874 erbaute Synagoge wurde 1942 während des Zweiten Weltkriegs zerstört.